# Джон Пейш
Джон Пейш (англ. John Paish; нар. 23 березня 1940) — колишній британський тенісист.
Найвищу одиночну позицію світового рейтингу — 80 місце досяг 15 жовтня 1973 року.
Найвищим досягненням на турнірах Великого шолома був півфінал в парному розряді.

## Фінали Гран-прі за кар'єру

### Одиночний розряд: 1 (0–1)
| Результат | Ранг | Рік  | Турнір                        | Покриття | Суперник       | Рахунок  |
| --------- | ---- | ---- | ----------------------------- | -------- | -------------- | -------- |
| Поразка   | 1.   | 1972 | Queen's Club, Велика Британія | Трава    | Джиммі Коннорс | 2–6, 3–6 |

### Парний розряд: 1 (0–1)
| Результат | Ранг | Рік  | Турнір                   | Покриття | Партнер      | Суперники                  | Рахунок       |
| --------- | ---- | ---- | ------------------------ | -------- | ------------ | -------------------------- | ------------- |
| Поразка   | 1.   | 1971 | Ньюпорт, Велика Британія | Трава    | Джон Кліфтон | Кен Роузволл Роджер Тейлор | 5–7, 6–3, 2–6 |